# Кіндратівська волость
Кіндратівська волость — історична адміністративно-територіальна одиниця Ананьївського повіту Херсонської губернії з центром у селі Кіндратівка.
Станом на 1886 рік складалася з 18 поселень, 18 сільських громад. Населення — 2899 осіб (1504 чоловічої статі та 1395 — жіночої), 276 дворових господарств.
|                     | Площа, десятин | У тому числі орної, дес. |
| ------------------- | -------------- | ------------------------ |
| Сільських громад    | 1644           | 1634                     |
| Приватної власності | 22952          | 7988                     |
| Казенної власності  | —              | —                        |
| Іншої власності     | 170            | 40                       |
| Загалом             | 24766          | 9662                     |

Найбільші поселення волості:
- Кіндратівка — колишнє державне село за 15 верст від повітового міста, 34 особи, 8 дворів, православна церква. За 8 верст — залізнична станція.
- Качурівка — колишнє власницьке село, 28 осіб, 5 дворів, православна церква.
- Перешори — колишнє власницьке село, 73 особи, 16 дворів, православна церква.